# Птеруги

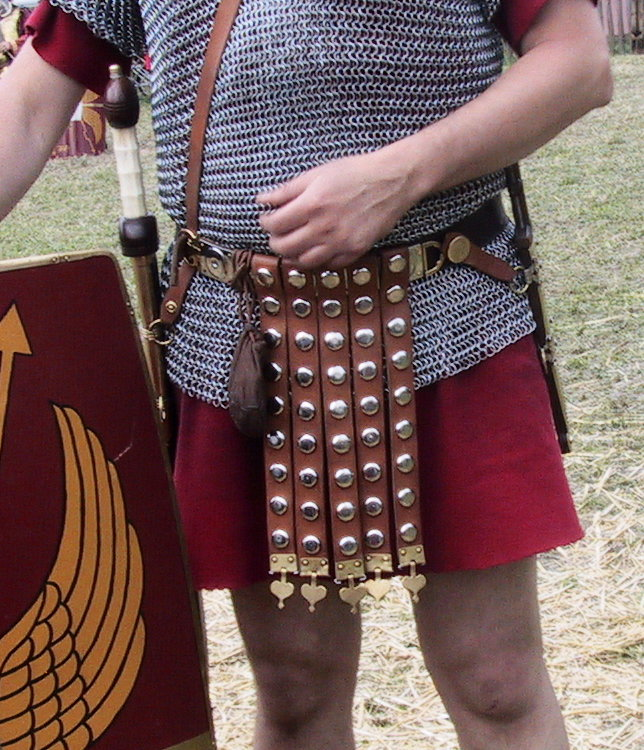
Птеруги-фартух на портупеї легіонера

Пте́руги, пте́риги (лат. pteruges, pteryges, грец. πτέρυγες) — елемент античного захисного обладунку, що складався з шкіряних смуг на стегнах. Термін походить від грец. πτέρυγες («крила», «пір'я», пор. «археоптерикс»). Слово «птеруги» зазвичай уживають у множині, але можливий варіант однини — «пте́руга» (оскільки однина πτέρυξ, птерікс у грецькій мові жіночого роду).
Птеруги являли собою своєрідну спідницю, складеною з широких шкіряних ременів, що кріпилися на поясі. Вони могли бути подвійними: у цьому разі верхні ремені прикривали проміжки між ременями заднього ряду. Для додаткового захисту шкіряні смуги могли посилювати металевими пластинками. Птеруги ліноторакса утворювалися з нижньої частини лляного полотна-основи, розрізаного на смуги.
Інший варіант птеруг прикривав не всю окружність стегон, а лише ділянку статевих органів. Вони мали вигляд металевих пластин, які кріпилися на поясі, утворюючи попереду вузький фартух.
Птеруги могли слугувати не лише захистом стегон. Зменшені варіанти птеруг кріпилися на плечах, захищаючи верхню частину руки (можливо, від них ведуть походження еполети). На середньовічному Середньому Сході шкіряні смуги кріпилися на шоломах для захисту шиї та потилиці.

## Галерея

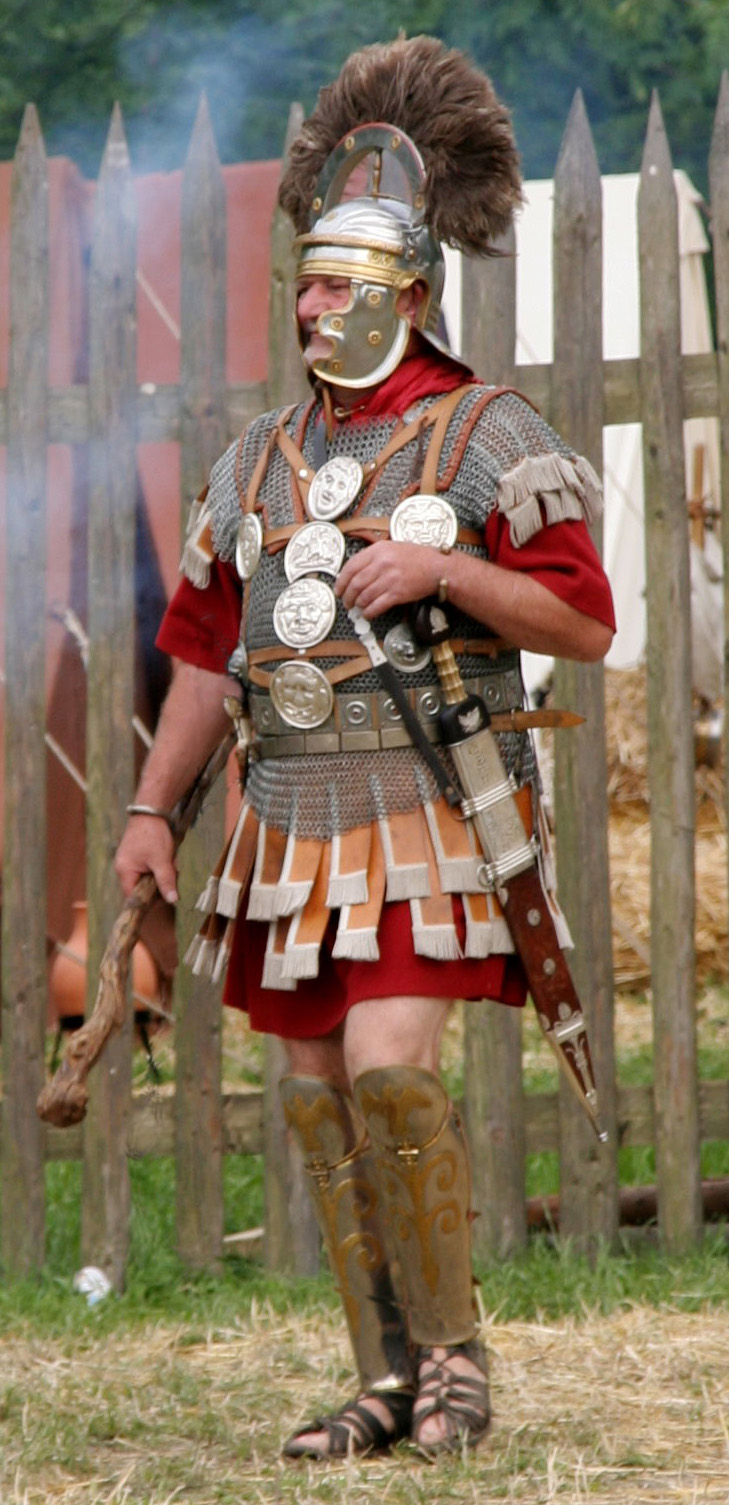
Птеруги панцира римського центуріона. Сучасна реконструкція
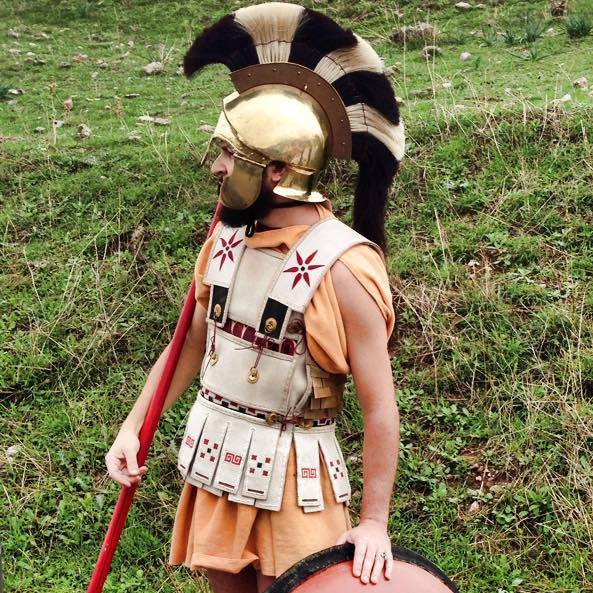
Птеруги давньогрецького споласа. Сучасна реконструкція
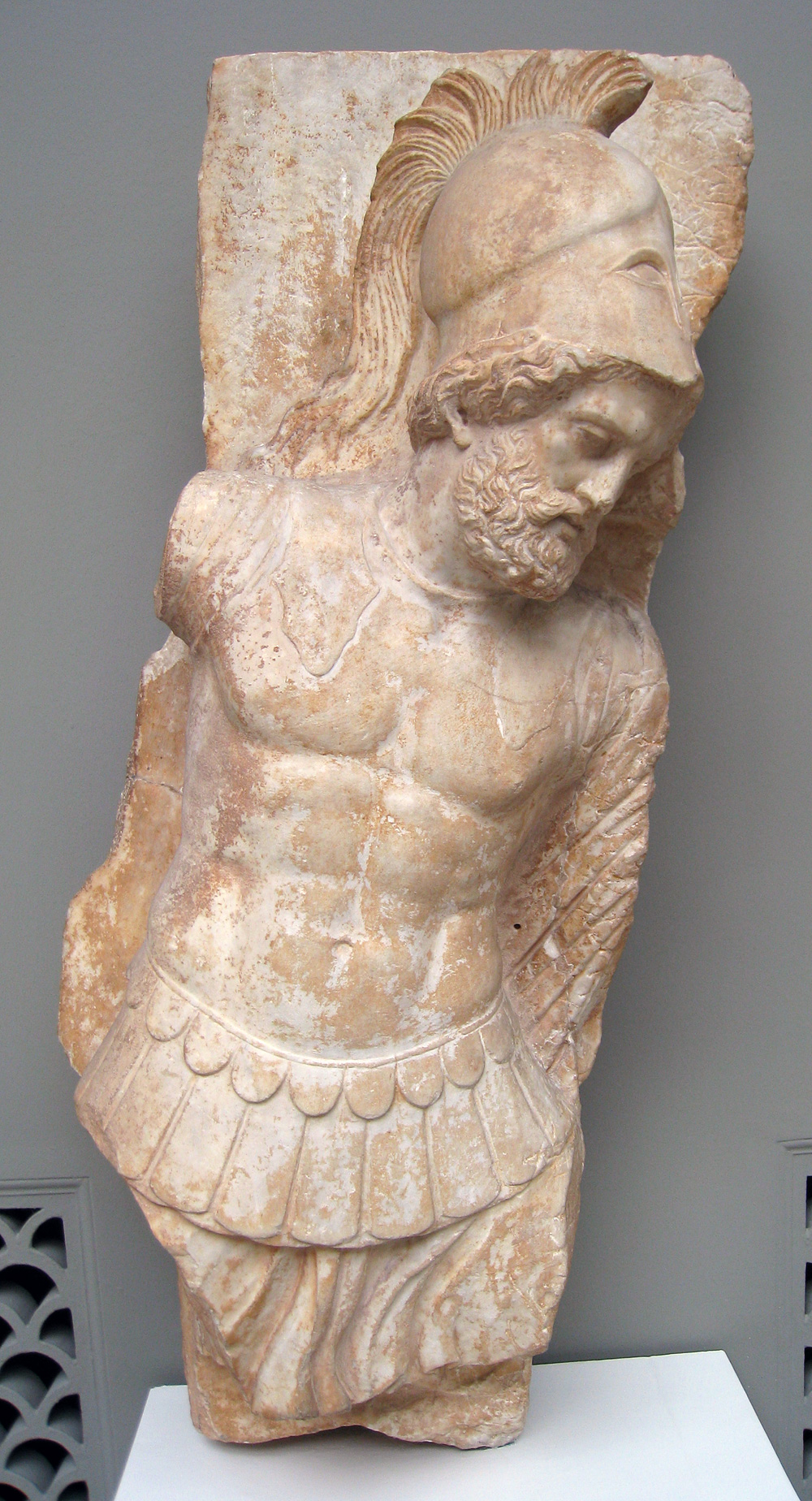
Птеруги на барельєфі зі зображенням гопліта. 330 р. до н. е.
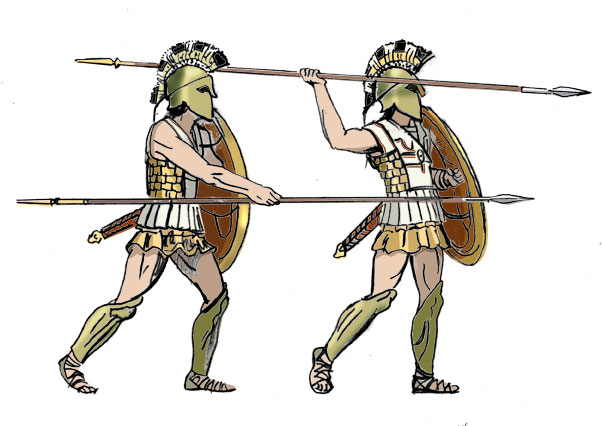
Птеруги у лінотораксів на гоплітах
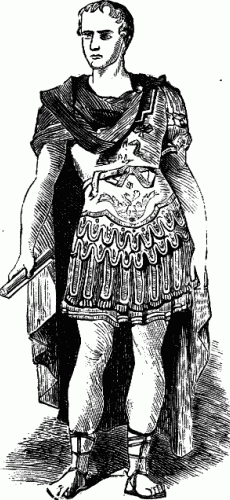
Гай Юлій Цезар у бронзовому панцирі з птеругами. Малюнок 1880 р.
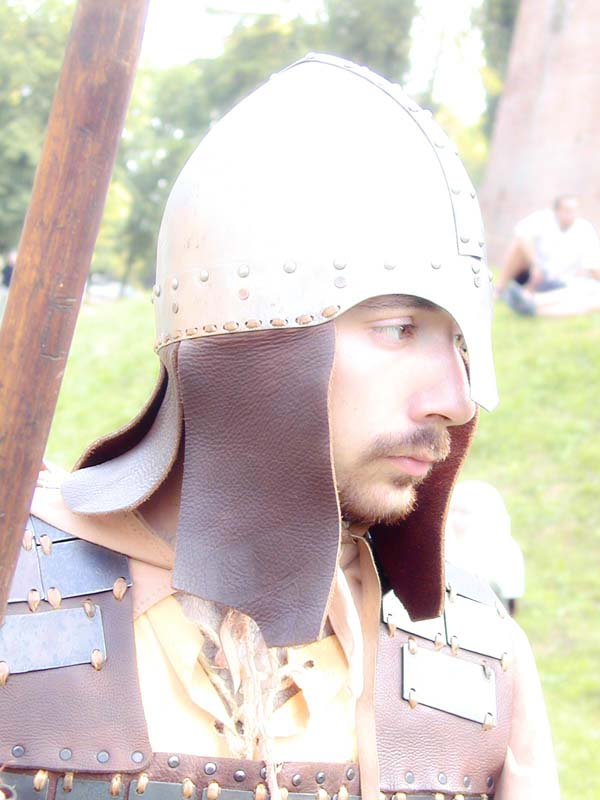
Птеруги на візантійському шоломі
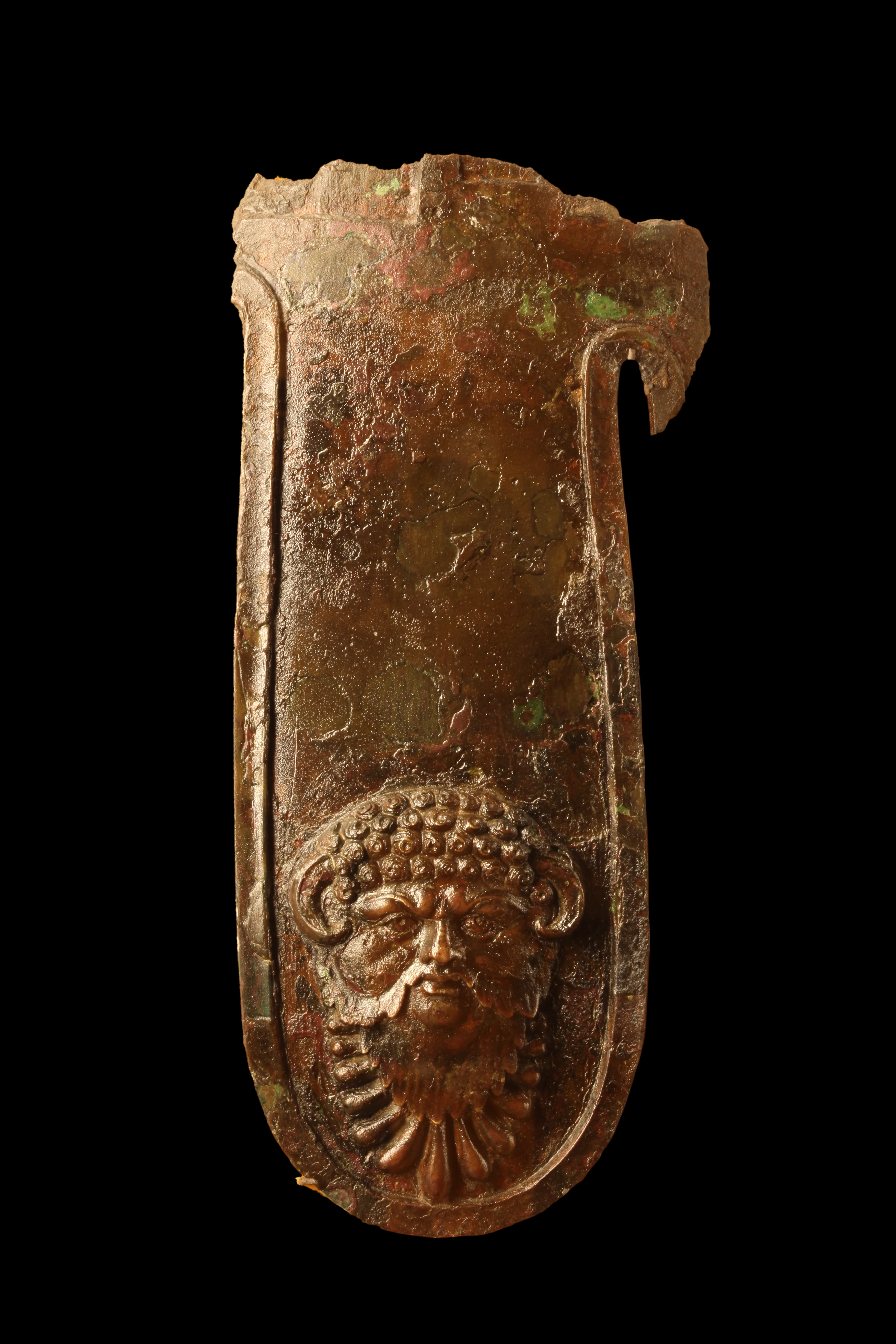
Птеруга з зображенням Юпітера-Амона. Музей витончених мистецтв у Ліоні (Франція)